# Gmina Horsens
Gmina Horsens (duń. Horsens Kommune) – gmina w Danii w regionie Jutlandia Środkowa.
Gmina powstała 1 stycznia 2007 roku na mocy reformy administracyjnej z połączenia gminy Gedved, części gminy Brædstrup i poprzedniej gminy Horsens.
Siedzibą władz gminy jest miasto Horsens.

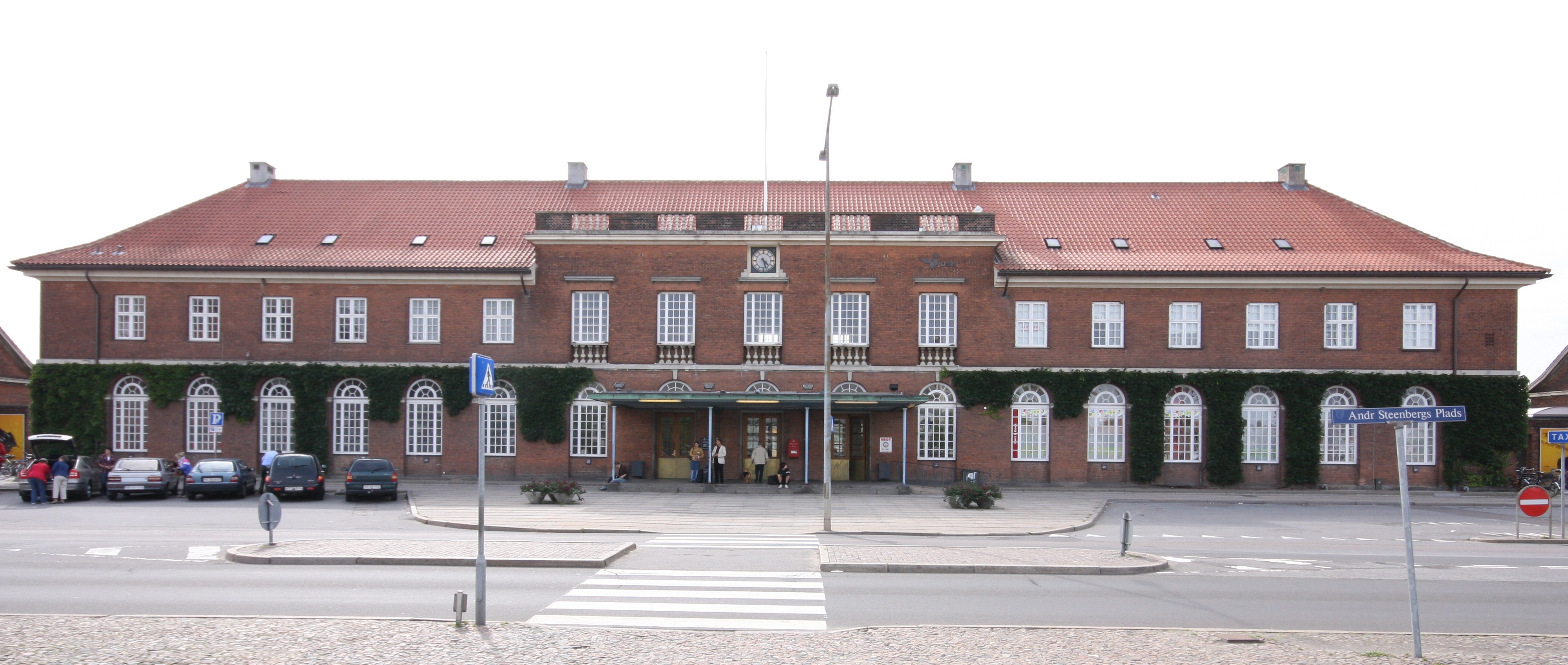
Dworzec DSB w Horsens